# Novomikoláivka (Dnipropetrovsk)
Novomikolaivka (en ucraniano: Новомиколаївка, romanizado: Novomykolaivka) es un pueblo ucraniano perteneciente al óblast de Dnipropetrovsk. Situado en el centro del país, es parte del raión de Kamianské y parte del municipio (hromada) de Verjnodniprovsk.

## Toponimia
El nombre del lugar en ruso es Novonikolaevka (en ruso: Новониколаевка).

## Geografía
Novomikolaivka está ubicado al sur del embalse de Kamianské, a 13 km de Verjnodniprovsk, 23 km al oeste de la ciudad de Kamianské y a 46 km al oeste de Dnipró. 

## Historia
La fundación de la aldea de Novomikolaivka fue el resultado del reasentamiento, en 1917, de los aldeanos de Mikolaivka, en tierras confiscadas a un gran terrateniente. 
Durante la Segunda Guerra Mundial, este pueblo estuvo bajo ocupación alemana de 1941 a 1943.
Novomikolaivka adquirió el estatus de asentamiento de tipo urbano en 1966. Aquí se encontraba una granja avícola.
Novomikolaivka fue parte del raión de Verjnodniprovsk hasta 2020, año en el que se hizo una reforma administrativa que redujo el número de raiones del óblast de Dnipropetrovsk a siete, y la ciudad pasó a ser parte del raión de Kamianské.En 2023, la localidad perdió el estatus de asentamiento de tipo urbano debido a la eliminación de este estatus administrativo.

## Demografía
La evolución de la población de Novomikolaivka entre 1970 y 2022 fue la siguiente:
| 2524                                                          | 4116 | 4194 | 4142 | 4009 | 4081 | 2362 | 4187 | 4090 | 3830 |
| (Fuente: Cities & Towns of Ukraine y UKRAINE: Größere Städte) |      |      |      |      |      |      |      |      |      |

Según el censo de 2001, la lengua materna de la mayoría de los habitantes, el 90,06%, es el ucraniano; del 7,2% es el ruso; y del 1,43%, el rumano.

## Infraestructura

### Transporte
La estación de tren de Verjnodniprovsk se encuentra en Novomikolaivka y está en la vía férrea que conecta Kamianské y Krivói Rog. Novomikolaivka se encuentra en la autopista H08, que conecta Kamianské y Kremenchuk. La carretera T-0429 llega hasta Verjivtseve.